# Poliacrilamida
Poliacrilamida é o polímero cujos monômeros são acrilamidas. Tanto a Poliacrilamida quanto a Acrilamida são utilizadas em diversos processos industriais, como por exemplo: a produção de papel, empacotamento de alimentos e fabricação de adesivos.
Seu nome pela IUPAC (International Union of Pure and Applied Chemistry) é dado por poly (prop-2-enamide), e sua fórmula estrutural é mostrada ao lado. O polímero formado apenas por monômeros de acrilamida, recebe também o nome de PAM. 
A poliacrilamida aniônica (PAM) é um polímero orgânico, vendido desde 1995 com a função de reduzir a erosão causada pela irrigação e melhorar a infiltração. Suas propriedades estabilizadoras e floculantes do solo melhoram a qualidade da água ao reduzir os sedimentos, pesticidas, sementes de ervas daninhas e micro-organismos no escoamento. Além disso, o atualmente o polímero é caracterizado por ser um hidrogel - sendo muito utilizado no tratamento de efluentes e também na fabricação de géis para eletroforese.

## Síntese
A acrilamida é um monômero utilizado para a produção de diversos polímeros, tendo como exemplo a Poliacrilamida. Para a formação da Poliacrilamida, a Acrilamida é polimerizada em longas cadeias, através de uma reação iniciada por radicais livres, através da polimerização por adição. Durante a polimerização, os monômeros de acrilamida são unidos entre si através da quebra da ligação pi entre carbonos, como pode ser vista na imagem abaixo:

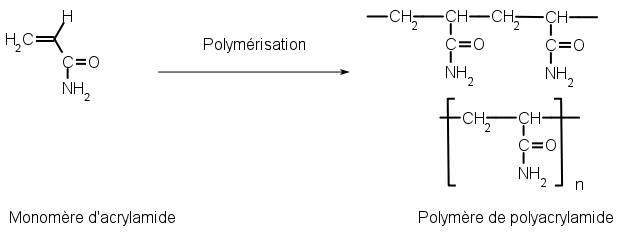
Polimerização da Poliacrilamida

## Aplicações
A Poliacrilamida é um polímero muito utilizado em: intensificador de viscosidade (em processos de recuperação de óleos), floculador (no tratamento de efluentes) e também no solo, como agente de condicionamento (em aplicações agrícolas).

### Aplicação na recuperação de óleos
A utilização do PAM mais comum, na indústria de gás e petróleo, é dissolvê-lo em água, fazendo com que o meio aquoso seja encapsulado pelo óleo (estabilizado por surfactantes). Nesse caso, a função dos surfactantes é aumentar a mobilidade do óleo, reduzindo sua tensão superficial, e o polímero atua aumentando a viscosidade do óleo, aumentando a sua recuperação. 

### Tratamento de efluentes
Como já citado, a Poliacrilamida é considerada um hidrogel: uma rede tridimensional de polímeros hidrofílicos. No caso desse polímero, a porosidade do gel é determinada pelo tamanho das cadeias e grau de ligações cruzadas provenientes da reação de polimerização.
O hidrogel de Poliacrilamida é capaz de aumentar a densidade de partículas suspensas na água, fazendo com que essas impurezas sejam mais facilmente decantadas. Sendo assim, o polímero é muito utilizado como floculante para tratamento de efluentes.

### Tratamento de água para ingestão
O PAM é capaz de criar pontes entre partículas desestabilizadas, formando agregados em tamanho e propriedades adequados para sedimentação. 

### Estabilização do solo
Para a utilização agrícola, condicionadores sintéticos, como o PAM, são mais eficazes do que condicionadores orgânicos ou inorgânicos na melhoria da estabilidade do solo, da taxa de infiltração e resistência à erosão. O PAM se liga à partículas do solo, por meio de interações eletrostáticas, formando agregados que impedem a erosão (causada pela irrigação), ao mesmo tempo que aumenta a condutividade da irrigação pelo solo. 

## Destino Final
A Poliacrilamida, incluindo moléculas PAM já degradadas, pode estar presente em águas residuais geradas a partir de operações de petróleo e gás, em escoamento de terras agrícolas e em águas superficiais contaminadas por vazamentos. Embora não existam estratégias de tratamento específicas para o tratamento de resíduos contendo PAM, eistem processos de tratamento de água que são bastante eficazes para a remoção ou degradação do PAM. 
A coagulação e/ou floculação utiliza sais de Alumínio ou Ferro, em combinação com polímeros como o PAM, para a remoção de matéria orgânica ou sólidos em suspensão, sendo também aplicado em águas residuais com óleos. Nesses casos, o PAM é removido em forma de flocos ou lodo. 
A degradação da Poliacrilamida também pode ser feita através da oxidação. o principal oxidante no tratamento de PAM com óleos é o Persulfato, que é responsável por reduzir a viscosidade desses óleos, e aumentar a sua recuperação. No caso de tratamento de matérias orgânicas, o oxidante mas utilizado para recuperação do PAM é o Fenton, responsáveis pela degradação da matéria orgânica e decomposição de hidrocarbonetos.
Ainda assim, existem documentos, como o Guideline of Disposal, do governo do Estado Americano de Pittsburgh, que trazem preliminares para a disposição de resíduos de Poliacrilamida, principalmente por sua forma em gel.
Os guias para o destino final de Poliacrilamidas trazem como importantes: a disposição em sacos plásticos à prova de vazamentos selados, não só do composto, mas de materiais contaminados com o composto; é ressaltado que os sacos devem sempre estar etiquetados, descrevendo o composto ensacado. Então, os sacos podem ser dispostos em locais específicos para desposição de lixo químico.
O grande cuidado com a disposição desse composto se mostra importante principalmente pela solubilidade do componente em água, e em outros solventes orgânicos, podendo se espalhar facilmente pelo meio ambiente.

## Impactos ambientais
Ao contrário do seu monômero, a Acrilamida, a Poliacrilamida não traz grandes impactos ambientais. No entanto, muitas vezes o polímero apresenta monômeros não polimerizados em sua composição, contendo Acrilamidas, fazendo com que os impactos ambientais sejam considerados, então, indiretos - e não diretamente relacionados ao polímero.

## Riscos à saúde
Os principais impactos da Poliacrilamida não são necessariamente ambientais, mas sim no ramo da saúde. Alguns alimentos industrializados, como por exemplo batata chips, pães, café e biscoitos possuem Poliacrilamida em sua composição, variando em quantidade, dependendo da indústria proveniente e da forma de produção. 

O National Toxicology Program (2012) indica que presença de Acrilamida pode aumentar os riscos de diferentes tipos de câncer, definindo esses compostos como carcinogênicos – através de estudos com animais alimentados com água contendo Acrilamida - mais uma vez, o risco da Poliacrilamida vem, então, ligado à possível presença de monômeros não polimerizados no composto.
1. 1 2 3 4 5  Xiong, Boya (2018). «Polyacrylamide degradation and its implications in environmental systems» (PDF). Nature. Consultado em 15 de julho de 2019
2. ↑  Sojka, R (2007). «Polyacrylamide in Agriculture and Environmental Land Management». ScienceDirect. Consultado em 15 de julho de 2019
3. ↑  Muller, G (1979). «High‐molecular‐weight hydrolyzed polyacrylamides. I. Characterization. Effect of salts on the conformational properties». Journal of Polymer Science
4. ↑  Lu, Mang (2012). «Chemical degradation of polyacrylamide by advanced oxidation processes». Chemical degradation of polyacrylamide by advanced oxidation processes. Consultado em 15 de julho de 2019
5. ↑  Gao, Jianping (4 de março de 2011). «Accelerated chemical degradation of polyacrylamide». Macromolecular Symposia. Consultado em 15 de julho de 2019
6. ↑  «U.S. DEPARTMENT OF HEALTH AND HUMAN SERVICES» (PDF). 2012. Consultado em 15 de julho de 2019